# Большие Кабаны
Больши́е Кабаны́ (тат. Олы Кабан) — село в Лаишевском районе Республики Татарстан Российской Федерации. Входит в состав муниципального образования Большекабанское сельское поселение.

## География
Село находится на автомобильной дороге Казань — Оренбург, в 38 километрах к северо-западу от города Лаишево, в 7 км от аэропорта Казань. 

## Население
| 1782              | 1859 | 1884 | 1897 | 1920 | 1926 | 1949 | 1958 | 1970 | 1979 | 1989 | 2000 | 2002 | 2016 |
| ----------------- | ---- | ---- | ---- | ---- | ---- | ---- | ---- | ---- | ---- | ---- | ---- | ---- | ---- |
| 285 мужского пола | 998  | 1172 | 1407 | 1547 | 1669 | 983  | 1060 | 610  | 598  | 508  | 528  | 543  | 1487 |

## Экономика
Молочное скотоводство.

## Социальная инфраструктура
Средняя школа, дом культуры, библиотека.

## Транспорт

### Автобус
Около Больших Кабанов совершает остановку пригородный маршрут № 197 (бывший № 97, «автовокзал Восточный» — «аэропорт Казань»).